# Jacques-Joseph Baile
Pour les articles homonymes, voir Baile.
Jacques-Joseph Baile, né le 3 septembre 1819, à Lyon, et mort le 11 mars 1856  à Lyon est un peintre lyonnais, connu pour ses tableaux de fleurs et de fruits. 

## Biographie
Son père, Jacques Baile est fabricant de tulles. Il est marié avec Etiennette Brunet. Il a dix enfants. En 1833, à 14 ans, Jacques-Joseph entre comme élève à l'École des beaux-arts de Lyon. Il a comme professeurs Augustin Thierriat, puis, à la fin de scolarité, François Lepage. Il obtient en 1839, à la fin de ses études, la médaille d'or de l'école pour le premier prix de la classe de peinture de fleurs. À la sortie de l'école il devient dessinateur pour "la Fabrique" de soierie. Il travaille un an à Lyon, chez Granger et Schulz, puis part à Paris où il dessine pour différents ateliers, dont celui de Ladevèze. Il revient à Lyon en 1844 et se consacre exclusivement à la peinture. Il expose tant à Lyon qu'à Paris. En 1853 il devient membre du jury de l'École des beaux-arts. Malade, il meurt en 1856, peu après avoir vu une de ses œuvres exposée lors de l'Exposition universelle de 1855.

## Œuvres
À l'occasion de l'exposition universelle de Paris de 1855, le peintre et son tableau sont présentés dans le journal l'Abeille impériale du 15 octobre 1855  « M. Baile compose et peint richement. Il ajuste avec goût ses fleurs et ses fruits ; il attaque le raccourci avec une verve étonnante... son extension est large, sans lourdeur, et son coloris est énergique, sans exagération ». Quant à Ernest Gebaüer il écrit sobrement « Les fleurs de M. Baile sont disposées avec goût, peintes avec charmes ».
Principales créations (les œuvres, non datées, sont données dans l'ordre de présentation retenu dans l'article biographique de Francique Gros :
- Anémones dans un verre d'eau
- Fleurs dans un panier d'enfant
- Groupe de fruits
- Nid d'oiseaux et fruits, 1853, acquis en 1954 par le musée des Beaux-Arts de Lyon, 89,5 cm × 68 cm
- Groupe de fleurs  tableau retenu pour l'exposition universelle de 1855.
- Fleurs jetées au pied d'un rocher,  ce tableau, exposé dans un salon à Lyon en 1851, est acheté à cette occasion par la ville de Lyon qui le remet au musée des Beaux-Arts de Lyon, peint en 1851,  peinture à l'huile sur toile, 132 cm × 103 cm.
- Vase de fleurs
- Une rose
- Portrait de lady Rowley
- Panier de fruits
- Fraises dans une corbeille rustique
- Rose reflétée dans l'eau